# Widerstand und Flucht der afroamerikanischen Sklaven

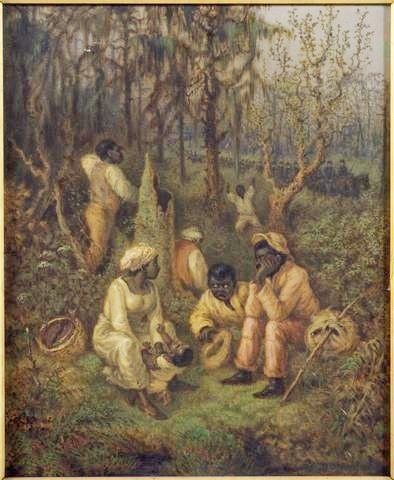
Geflohene Sklaven im Sumpfland Great Dismal Swamp von Virginia. Ölgemälde von David Edward Cronin, 1888

Unter dem Stichwort Widerstand und Flucht der afroamerikanischen Sklaven sind alle Handlungen zusammenzufassen, durch die afroamerikanische Sklaven in den Vereinigten Staaten bzw. in den europäischen Kolonien, aus denen die Vereinigten Staaten hervorgegangen sind, versucht haben, sich der Sklaverei zu widersetzen oder zu entziehen. Dies umfasst Sklavenaufstände und Flucht, aber auch alltägliche Formen des Widerstandes wie Sich-Drücken, Sabotage oder individuelle Gewalt.
Zur Unterwerfung der Sklaven trennten die Sklavenhalter die Familien der Sklaven, setzten auf „Disziplinierung“ durch lange, harte Arbeit und Religion, erzeugten Uneinigkeit unter den Sklaven, indem sie Feldsklaven und privilegiertere Haussklaven unterschieden, und wandten sofortige harte Bestrafungen bei Zeichen von Widerstand an. Zu Sklavenaufständen kam es trotzdem häufig, sie verliefen auf dem nordamerikanischen Festland aber niemals erfolgreich. Mit weitaus mehr Erfolg entzogen afroamerikanische Sklaven sich ihren Eigentümern durch Flucht. Alltägliche Formen des Widerstandes spielen in der Geschichte der Sklaverei in den Vereinigten Staaten deswegen eine weitaus größere Rolle als organisierte Aufstände, vor denen die Sklavenhalter sich dennoch sehr fürchteten. Geradezu hysterische Züge erlangte diese Furcht nach dem erfolgreichen Sklavenaufstand in Haiti im Jahre 1791.

## Sklavenaufstände
→ Sklavenaufstand
Wie der Historiker Herbert Aptheker in den 1940er Jahren nachgewiesen hat, kam es in den amerikanischen Südstaaten bis 1865 zu mindestens 250 Sklavenaufständen, die jedoch ausnahmslos niedergeschlagen wurden. Zu den größten und bekanntesten nordamerikanischen Sklavenaufständen zählen der Stono-Aufstand (1739, South Carolina) und der Aufstand von Nat Turner (1831, Virginia). Viele Sklavenaufstände, wie Gabriel Prossers (1800) und Denmark Veseys Rebellion (1822), wurden bereits während der Vorbereitung aufgedeckt, sodass sie gar nicht erst bis zur Ausführung gelangten. Gelegentlich kam es dabei auch zur Hilfe für die schwarzen Sklaven aus der weißen Unterschicht, z. B. durch das Verstecken von Waffen (dies änderte sich später, als die weißen Arbeiter als Aufseher für die schwarzen Sklaven eingesetzt wurden).

## Flucht
Zu allen Zeiten entzogen sich afroamerikanische Sklaven ihren Eigentümern durch  Flucht. Die meisten Fluchtversuche endeten allerdings in erneuter Unfreiheit, denn besonders in den Südstaaten gab es für entlaufene Sklaven kaum Zuflucht. Der Weg in die Freiheit, d. h. nach Florida, Kanada oder Mexiko, musste zu Fuß zurückgelegt werden und war für die Mehrzahl der entlaufenen Sklaven nicht zu bewältigen. Maroon-Camps, die flüchtige Sklaven in den Sümpfen und Bergen anlegten, wurden meist nach kurzer Zeit entdeckt und vernichtet. Die Pflanzer verfolgten die Geflohenen mit Hilfe von Hunden und spürten die meisten von ihnen wieder auf.
Am günstigsten waren die Fluchtbedingungen für afroamerikanische Sklaven in den Wirren des Unabhängigkeitskrieges und des Sezessionskrieges, in denen sie leicht Unterschlupf in gegnerischen Militärverbänden finden konnten.
Die große Mehrzahl der afroamerikanischen Sklaven, deren Fluchtgeschichten durch Buchveröffentlichungen bekannt geworden sind, stammte nicht aus dem Tiefen Süden, sondern aus dem äußersten Norden der Südstaaten, von wo der Weg in die freien Nordstaaten nur vergleichsweise kurz war. Dies gilt z. B. für Frederick Douglass (1838 aus Maryland geflohen) und Harriet Tubman (1849, Maryland). Die Underground Railroad, das berühmte Netzwerk, das vom späten 18. Jahrhundert geflohene Sklaven bei der Flucht nach Kanada unterstützte, wirkte am effektivsten, wo der Weg in die Freiheit am kürzesten war, und erreichte die Mehrzahl der im Tiefen Süden lebenden Sklaven nicht.